# 예래마을 새왓이기는 소리
예래마을 새왓이기는 소리는 2013년 12월 27일 제주특별자치도의 향토유산 제6호로 지정되었다.

## 지정 사유
제주도는 화산회토의 땅으로 일찍이 논농사보다는 밭농사가 발달했다. 특히 척박한 땅을 일구고 개간하여 피나 조, 밀 등의 농사를 지었는데, 이때 불리는 민요는 원시적이고 토속성을 띤다. 서귀포시 예래동 사람들도 해발 4~5백미터의 고지대에 올라가 목장밭을 개척하였는데, 그 때 부르던 농업노동요가 아직까지 전수되고 있다. '밭가는 소리', '따비질 소리', '곰배질 소리', '도깨질 소리', '가래가는 소리'로 구성되었다. 인정인은 제45회 전국민속경연대회에서 동상을 수상한 바 있으며, 잊혀져가는 제주지역 노동요 전승보존을 위하여 노력하고 있다. 2003년 향토문화유산의 무형분야로 관리되어 온 만큼 향토유산으로 지정 보호할 가치가 크다.